# Torneio Internacional de Durban de 2014
O Torneio Internacional de Durban de 2014 (também denominado Durban Under 19 International Football Tournament) é a primeira edição deste evento esportivo, um torneio internacional de futebol masculino Sub-19, que ocorre em Durban, África do Sul. A competição ocorre de 31 de julho a 9 de agosto de 2014.
O time brasileiro Santos bateu os portugueses do Benfica por 2 a 0 na final, com dois gols de João Igor, e se tornou o campeão da competição. O Boca Juniors venceu o Feyenoord na disputa do terceiro lugar.

## Regulamento
O torneio é disputado através do sistema de Grupos e Eliminatórias. Na primeira fase, as oito equipes são divididas em dois grupos de quatro, aonde disputam os jogos dentro de seu grupo, e são classificadas de acordo com o sistema de pontos corridos.
Para a segunda fase se classificam os dois primeiros colocados de cada grupo, respeitando-se os critérios de desempate da competição. Nesta fase os clubes se enfrentam em jogo único, o primeiro colocado do Grupo A enfrenta o segundo do Grupo B e o primeiro do Grupo B o segundo do Grupo A, classificando-se os vencedores de cada disputa à final da competição, que também ocorre em jogo único. Os perdedores dos confrontos semifinais, decidem a terceira colocação também em jogo único.

### Critérios de desempate
Em caso de empate por pontos entre dois clubes, os critérios de desempate serão aplicados na seguinte ordem:
1. Número de vitórias
2. Saldo de gols
3. Gols pró
4. Gols contra
5. Número de cartões vermelhos
6. Número de cartões amarelos
7. Sorteio

## Equipes participantes
| - África do Sul - Benfica - Boca Juniors - Everton | - Feyenoord - KZN Academy - Roma - Santos |

## Estádios
Os estádios Sugar Ray Xulu e Princess Magogo sediarão os grupos A e B da primeira fase (fase de grupos) respectivamente. A segunda fase será disputada no Estádio King Zwelithini, as semifinais (todos estes três estádios anteriores foram reformados para a Copa do Mundo FIFA de 2010), e o Estádio Moses Mabhida, que sediará a grande final da competição. O Moses Mabhida foi construído para a disputa da Copa.
| KwaMashu, Durban             | Clermont, Durban             | Umlazi, Durban               | Durban                       |
| ---------------------------- | ---------------------------- | ---------------------------- | ---------------------------- |
| Estádio Princess Magogo      | Estádio Sugar Ray Xulu       | Estádio King Zwelithini      | Estádio Moses Mabhida        |
| 29° 44′ 39″ S, 30° 58′ 16″ L | 29° 46′ 10″ S, 30° 53′ 08″ L | 29° 58′ 17″ S, 30° 54′ 00″ L | 29° 49′ 44″ S, 31° 01′ 49″ L |
| Capacidade: 12 000           | Capacidade: 6 500            | Capacidade: 15 000           | Capacidade: 64 000           |
| Primeira fase (Grupo A)      | Primeira fase (Grupo B)      | Semifinais                   | Disputa do 3º lugar e Final  |

## Resultados

### Grupo A
| Pos. | Seleção      | Pts | J | V | E | D | GP | GC | SG |
| ---- | ------------ | --- | - | - | - | - | -- | -- | -- |
| 1    | Boca Juniors | 6   | 3 | 2 | 0 | 1 | 5  | 3  | +2 |
| 2    | Benfica      | 6   | 3 | 2 | 0 | 1 | 7  | 6  | +1 |
| 3    | Roma         | 6   | 3 | 2 | 0 | 1 | 5  | 4  | +1 |
| 4    | KZN Academy  | 0   | 3 | 0 | 0 | 3 | 1  | 5  | -4 |

Jogos
| 31 de julho   | Boca Juniors    | 1 – 3 | Benfica                                              | Estádio Princess Magogo, KwaMashu |
| 10:00 (UTC-3) | Roberto Padilla | Ficha | Hildeberto Pereira · Kevin Oliveira · Renato Sanches |                                   |

| 31 de julho   | KZN Academy | 0 – 1 | Roma         | Estádio Princess Magogo, KwaMashu |
| 12:15 (UTC-3) |             | Ficha | Matteo Adamo |                                   |

| 2 de agosto   | KZN Academy | 0 – 2 | Boca Juniors                  | Estádio Princess Magogo, KwaMashu |
| 10:00 (UTC-3) |             | Ficha | Joel Soñora · Leonardo Suárez |                                   |

| 2 de agosto   | Roma                                                 | 4 – 2 | Benfica                        | Estádio Princess Magogo, KwaMashu |
| 12:15 (UTC-3) | Lorenzo Pellegrini · Matteo Adamo · Edoardo Soleri , | Ficha | Renato Sanches · João Carvalho |                                   |

| 4 de agosto   | Boca Juniors                 | 2 – 0 | Roma | Estádio Princess Magogo, KwaMashu |
| 10:00 (UTC-3) | Jonathan Chmea · Joel Soñora | Ficha |      |                                   |

| 4 de agosto   | KZN Academy | 1 – 2 | Benfica                | Estádio Princess Magogo, KwaMashu |
| 12:15 (UTC-3) | Rúben Dias  | Ficha | Hugo Neto · Rúben Dias |                                   |

### Grupo B
| Pos. | Seleção       | Pts | J | V | E | D | GP | GC | SG |
| ---- | ------------- | --- | - | - | - | - | -- | -- | -- |
| 1    | Feyenoord     | 7   | 3 | 2 | 1 | 0 | 4  | 2  | +2 |
| 2    | Santos        | 6   | 3 | 2 | 0 | 1 | 7  | 2  | +5 |
| 3    | África do Sul | 2   | 3 | 0 | 2 | 1 | 1  | 5  | -4 |
| 4    | Everton       | 1   | 3 | 0 | 1 | 2 | 2  | 5  | -3 |

Jogos
| 1 de agosto   | Santos                                 | 2 – 0 | Everton | Estádio Sugar Ray Xulu, Clermont |
| 10:00 (UTC-3) | Matheus Augusto 41' · Aidan Graham 76' | Ficha |         | Árbitro: AFS Kulasande Qongqo    |

| 1 de agosto   | África do Sul | 0 – 0 | Feyenoord | Estádio Sugar Ray Xulu, Clermont |
| 12:15 (UTC-3) |               | Ficha |           |                                  |

| 3 de agosto   | África do Sul | 0 – 4 | Santos                                             | Estádio Sugar Ray Xulu, Clermont |
| 10:00 (UTC-3) |               | Ficha | , Matheus Augusto · Diogo Cruz · Fernando Medeiros | Árbitro: AFS Osiase Koto         |

| 3 de agosto   | Feyenoord        | 2 – 1 | Everton         | Estádio Sugar Ray Xulu, Clermont |
| 12:15 (UTC-3) | Djazz Manusama , | Ficha | Delial Brewster |                                  |

| 5 de agosto   | Santos | 1 – 2 | Feyenoord                        | Estádio Sugar Ray Xulu, Clermont |
| 10:00 (UTC-3) | Caio   | Ficha | Jari Schuurman · Oussama Idrissi | Árbitro: AFS Victor Gomes        |

| 5 de agosto   | África do Sul | 1 – 1 | Everton       | Estádio Sugar Ray Xulu, Clermont |
| 12:15 (UTC-3) | Mpho Khumalo  | Ficha | George Newell |                                  |

## Fase final
|  | Semifinais   | Semifinais |   |              | Final          | Final |  |
|  |              |            |   |              |                |       |  |
|  |              |            |   |              |                |       |  |
|  | Boca Juniors | 1          |   |              |                |       |  |
|  | Santos       | 1          |   |              |                |       |  |
|  |              |            |   |              |                |       |  |
|  |              |            |   |              |                |       |  |
|  |              |            |   |              | Santos         | 2     |  |
|  |              | Benfica    | 0 |              |                |       |  |
|  |              |            |   |              |                |       |  |
|  |              |            |   |              |                |       |  |
|  |              |            |   |              | Terceiro lugar |       |  |
|  |              |            |   |              |                |       |  |
|  | Feyenoord    | 0          |   | Boca Juniors | 1(4)           |       |  |
|  | Benfica      | 2          |   |              | Feyenoord      | 1(2)  |  |

### Semifinais
| 7 de agosto   | Boca Juniors   | 1 – 1 | Santos         | Estádio King Zwelithini, Umlazi |
| 10:00 (UTC-3) | Jonathan Chmea | Ficha | Bruno Leonardo | Árbitro: AFS Lwandile Mfiki     |

|                                                          |       | Penalidades                                            |  |
| Erro · Convertido · Convertido · Convertido · Convertido | 4 – 5 | Thiago Maia Diogo Cruz Caio Willians Fernando Medeiros |  |

| 7 de agosto   | Feyenoord | 0 – 2 | Benfica                             | Estádio King Zwelithini, Umlazi |
| 12:15 (UTC-3) |           | Ficha | Hildeberto Pereira · Kevin Oliveira |                                 |

### Decisão do terceiro lugar
| 9 de agosto   | Boca Juniors        | 1 – 1 | Feyenoord | Estádio Moses Mabhida, Durban |
| 10:00 (UTC-3) | Leonardo Suárez 63' | Ficha | 68' Wila  |                               |

|  |       | Penalidades |
|  | 4 – 2 |             |

### Final
| 9 de agosto   | Santos             | 2 – 0 | Benfica | Estádio Moses Mabhida, Durban |
| 12:15 (UTC-3) | João Igor 64', 68' | Ficha |         | Árbitro: AFS Victor Gomes     |

| Santos | Benfica |

| SANTOS:        |    |                   |                 |                               |
|                |    |                   |                 |                               |
| GR             | 1  | John              |                 | Penalizado com cartão amarelo |
| LD             | 4  | Patrick           | Substituído     |                               |
| ZA             | 2  | Bruno Leonardo    |                 |                               |
| ZA             | 6  | Sabino            |                 |                               |
| LE             | 3  | Léozinho          |                 |                               |
| VO             | 5  | Thiago Maia       |                 |                               |
| VO             | 8  | Caio Henrique     | Substituído     | Penalizado com cartão amarelo |
| MC             | 10 | Fernando Medeiros |                 | Penalizado com cartão amarelo |
| MC             | 11 | Diogo Cruz        |                 |                               |
| AT             | 20 | Matheus Índio     | Substituído     |                               |
| AT             | 7  | Matheus Augusto   | Substituído     |                               |
| Substituições: |    |                   |                 |                               |
| ZA             | 13 | Robson Barros     | Entrou em campo |                               |
| LD             | 14 | Willians          | Entrou em campo |                               |
| VO             | 15 | Murilo            | Entrou em campo |                               |
| MC             | 16 | João Igor         | Entrou em campo |                               |
| Treinador:     |    |                   |                 |                               |
| Pepinho Macia  |    |                   |                 |                               |

| BENFICA:            |    |                    |                 |                               |
|                     |    |                    |                 |                               |
| GR                  | 1  | André Ferreira     |                 |                               |
| LD                  | 2  | Isaac Fernandes    | Substituído     |                               |
| ZA                  | 3  | João Lima          |                 | Penalizado com cartão amarelo |
| ZA                  | 4  | Ricardo Carvalho   |                 |                               |
| LE                  | 13 | Yuri Ribeiro       |                 |                               |
| VO                  | 6  | Gilson Costa       | Substituído     | Penalizado com cartão amarelo |
| MC                  | 10 | Kevin Oliveira     | Substituído     |                               |
| MC                  | 8  | Renato Sanches     |                 |                               |
| MC                  | 15 | João Carvalho      | Substituído     |                               |
| AT                  | 9  | Hildeberto Pereira |                 | Penalizado com cartão amarelo |
| AT                  | 7  | Diogo Gonçalves    | Substituído     |                               |
| Substituições:      |    |                    |                 |                               |
| ZA                  | 14 | Ruben Dias         | Entrou em campo |                               |
| AT                  | 17 | Filipe Ferreira    | Entrou em campo |                               |
| MC                  |    | Gonçalo Rodrigues  | Entrou em campo |                               |
| AT                  | 18 | Gonçalo Maria      | Entrou em campo |                               |
| AT                  | 16 | Hugo Neto          | Entrou em campo |                               |
| Treinador:          |    |                    |                 |                               |
| João Carlos Tralhão |    |                    |                 |                               |

## Artilharia
3 gols (1)
- Matheus Augusto (Santos)

2 gols (9)
| - Jonathan Chmea (Boca Juniors) - Leonardo Suárez (Boca Juniors) - Kevin Oliveira (Benfica) | - Joel Soñora (Boca Juniors) - Edoardo Soleri (Roma) - Matteo Adamo (Roma) | - Djazz Manusama (Feyenoord) - Hildeberto Pereira (Benfica) - Renato Sanches (Benfica) |

1 gol (15)
| - Mpho Khumalo (África do Sul) - Roberto Padilla (Boca Juniors) - Bruno Leonardo (Santos) - Caio (Santos) - Diogo Cruz (Santos) | - Fernando Medeiros (Santos) - João Igor (Santos) - Delial Brewster (Everton) - George Newell (Everton) - Lorenzo Pellegrini (Roma) | - Jari Schuurman (Feyenoord) - Oussama Idrissi (Feyenoord) - Hugo Neto (Benfica) - João Carvalho (Benfica) - Rúben Dias (Benfica) |

Gols contra (3)
| - Wila (para o Boca Juniors) | - Aidan Graham (para o Santos) | - Rúben Dias (para a KZN Academy) |

## Classificação final
A classificação final é determinada através da fase em que a seleção alcançou e a sua pontuação, levando em conta os critérios de desempate.
| Pos.                        | Seleção       | Gr | Pts | J | V | E | D | GP | GC | SG |
| --------------------------- | ------------- | -- | --- | - | - | - | - | -- | -- | -- |
| Final                       |               |    |     |   |   |   |   |    |    |    |
| 1                           | Santos        | B  | 10  | 5 | 3 | 1 | 1 | 10 | 3  | +7 |
| 2                           | Benfica       | A  | 9   | 5 | 3 | 0 | 2 | 9  | 8  | +1 |
| Decisão do 3º e 4º lugares  |               |    |     |   |   |   |   |    |    |    |
| 3                           | Boca Juniors  | A  | 8   | 5 | 2 | 2 | 1 | 7  | 5  | +2 |
| 4                           | Feyenoord     | B  | 8   | 5 | 2 | 2 | 1 | 5  | 5  | 0  |
| Eliminados na primeira fase |               |    |     |   |   |   |   |    |    |    |
| 5                           | Roma          | A  | 6   | 3 | 2 | 0 | 1 | 7  | 2  | +5 |
| 6                           | África do Sul | B  | 2   | 3 | 0 | 2 | 1 | 1  | 5  | -4 |
| 7                           | Everton       | B  | 1   | 3 | 0 | 1 | 2 | 2  | 5  | -3 |
| 8                           | KZN Academy   | A  | 0   | 3 | 0 | 0 | 3 | 1  | 5  | -4 |

## Premiações
| Torneio Internacional de Durban de 2014 |
| Brasil                                  |
| --------------------------------------- |
| Santos Campeão (1º título)              |